# Cratere Callippo
Callippo, o secondo la denominazione ufficiale Calippus, è un cratere lunare di 34,03 km situato nella parte nord-orientale della faccia visibile della Luna, sulle pendici orientali del complesso dei Montes Caucasus a sudovest dei resti del cratere Alexander e a nordovest del Mare Serenitatis.

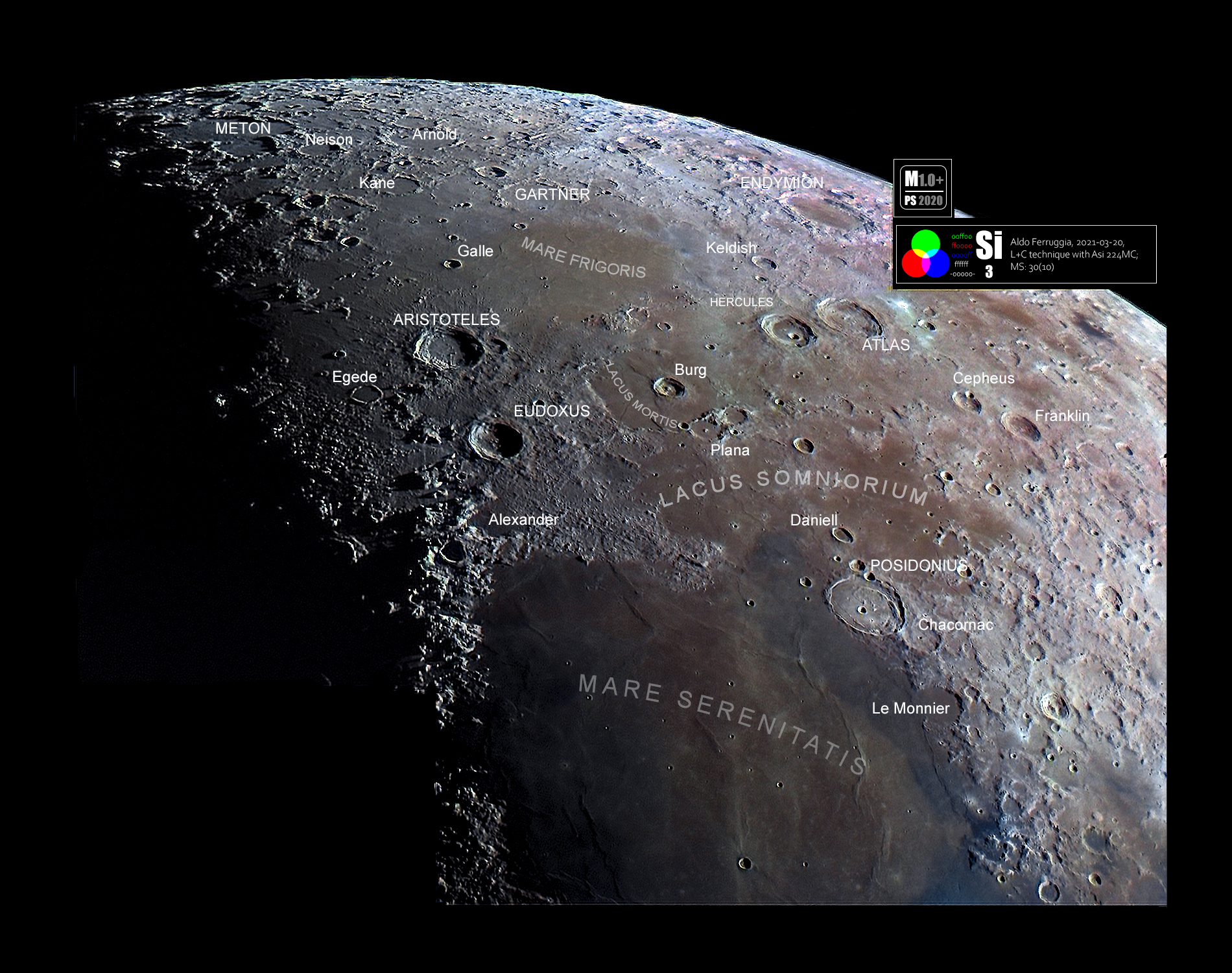
Calippus con le strutture vicine in mineral postprocessing

Il bordo esterno di Callippo ha un aspetto irregolare, con rigonfiamenti esterni a nordest ed ancor più ad ovest, dove il materiale roccioso è in parte franato. L'esterno presenta una modesta scarpata circondata dal terreno irregolare del complesso montano. I bordi interni sono particolarmente scoscesi ed il fondo è irregolare.
Il cratere è dedicato all'astronomo e matematico greco Callippo di Cizico.

## Crateri correlati
Alcuni crateri minori situati in prossimità di Calippus sono convenzionalmente identificati, sulle mappe lunari, attraverso una lettera associata al nome.
| Calippus | Coordinate            | Diametro (in km) |
| -------- | --------------------- | ---------------- |
| A        | 37°03′36″N 7°52′12″E  | 15,72            |
| B        | 36°04′48″N 10°04′12″E | 7,21             |
| C        | 39°25′48″N 9°09′36″E  | 37,69            |
| D        | 36°22′48″N 11°18′36″E | 3,99             |
| E        | 38°55′12″N 11°53′24″E | 4,82             |
| F        | 40°34′48″N 10°00′00″E | 6,75             |
| G        | 41°18′N 11°33′E       | 3,78             |